# Lucía Falasca
Lucía Falasca (8 de julho de 1993) é uma velejadora argentina que participou dos Jogos Olímpicos de Verão e que é medalhista dos Jogos Pan-Americanos.

## Trajetória esportiva
Ela competiu nos Jogos Olímpicos de Verão de 2016 no Rio de Janeiro, na classe laser radial, tendo ficado no 11º lugar.
Em 2019, ela conquistou a medalha de bronze na classe Laser radial nos Jogos Pan-Americanos em Lima, Peru.
A atleta conquistou a vaga olímpica para disputar os jogos de Tóquio 2020, sendo escolhida para representar a Argentina na classe laser radial. 